# 锡宰拉马德莱娜
锡宰拉马德莱娜（法語：Cizay-la-Madeleine，法語發音：[sizɛ la madlɛn] ⓘ）是法国曼恩-卢瓦尔省的一个市镇，属于索米尔区

## 地理
锡宰拉马德莱娜（47°11'19"N, 0°11'14"W）面积19.29 平方千米，位于法国卢瓦尔河地区大区曼恩-卢瓦尔省，该省份为法国西部内陆省份，大致对应安茹地区，北起顺时针与马耶讷省、萨尔特省、安德尔-卢瓦尔省、维埃纳省、德塞夫勒省、旺代省、大西洋卢瓦尔省和伊勒-维莱讷省接壤。
与锡宰拉马德莱娜接壤的市镇（或旧市镇、城区）包括：布罗赛、勒库德赖马库阿尔、库尔尚、蒙特勒伊贝莱、莱叙尔姆、沃代尔奈、安茹地区杜埃。
锡宰拉马德莱娜的时区为UTC+01:00、UTC+02:00（夏令时）。

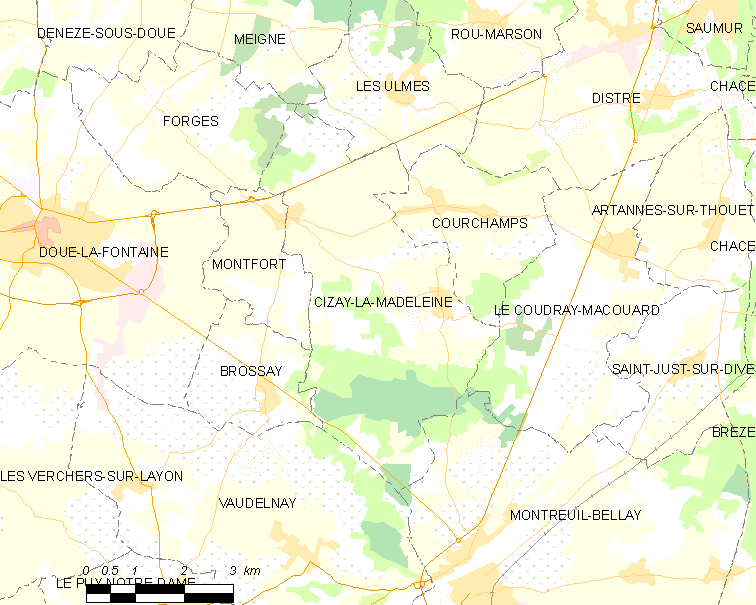
锡宰拉马德莱娜的OSM定位图

## 行政
锡宰拉马德莱娜的邮政编码为49700，INSEE市镇编码为49100。

## 政治
锡宰拉马德莱娜所属的省级选区为安茹地区杜埃县。

## 人口

1962-2008年间锡宰拉马德莱娜人口变化图示

锡宰拉马德莱娜于2022年1月1日时的人口数量为473人。